# Roderik de Man
Roderik de Man (* 23. Mai 1941 in Bandung, Java, heute Indonesien) ist ein niederländischer Komponist.

## Leben
De Man studierte Schlagzeug bei Frans van der Kraan. Am Königlichen Konservatorium von Den Haag studierte er Musiktheorie, Komposition bei Kees van Baaren und elektronische Musik bei Dick Raaijmakers. Seit 1972 unterrichtet er hier Musiktheorie und Komposition.
Zwischen 1993 und 1997 gehörte er zum Vorstand der Genootschap van Nederlandse Componisten, seit 1998 ist er im Centrum Electronische Muziek und beim Nederlands Electroacoustisch Repertoirecentrum, seit 2003 bei der Stichting Gaudeamus aktiv.
Mehrfach wurden seine Werke von der International Society for Contemporary Music für Aufführungen bei den Weltmusiktagen ausgewählt (Oslo 1991, Mexiko 1993, Seoul 1997 und Bukarest 1998). 1992 erhielt er für die Komposition Chordis Canam den zweiten Preis beim Festival de Musique Electroacoustique in Bourges, 1999 für Air to Air den zweiten Preis beim Concorso Internazionale di Composizione "Città di Torino 2000".
Er erhielt unter anderem Kompositionsaufträge vom Moscow Contemporary Music Ensemble, der Arnhemse Vereniging voor Kamermuziek, dem Aurelia Saxophone Quartet, dem Orkest De Volharding, dem Osiris Trio und der Slagwerkgroep Den Haag. Er schrieb Werke für die Pianisten Jan van Dijk, René Eckhardt und Ananda Sukarlan und den Sänger Sigurður Guðmundsson. Er komponiert überwiegend Werke in kammermusikalischer Besetzung, oft unter Verwendung von elektronischen Instrumenten und Tonband.